# Adolf Baier
Adolf Baier (* 30. September 1907 in Oberkirch/Baden; † 30. Oktober 1982 in Berlin) war ein Gewerkschaftsfunktionär und kommunistischer Funktionär aus Pforzheim.

## Leben
Baier war Schlosser und wurde 1929 Mitglied der Kommunistischen Partei Deutschlands (KPD) sowie des Metallarbeiter-Verbandes in Pforzheim.
1933 war er von März bis Mai ohne Anklage oder Gerichtsverfahren in Haft. Vor einer erneuten Festnahme floh er im Juli 1933 nach Frankreich und besuchte dort eine Parteischule. Er organisierte den Transport illegaler Flugschriften nach Deutschland und wechselte selbst mehrmals über die Grenze, um den Aufbau antifaschistischer Organisationen in Baden zu unterstützen.
1936 ging er nach Spanien und kämpfte in den Internationalen Brigaden für die Verteidigung der Republik gegen den Militärputsch Francos. Er wurde dreimal verwundet, wurde 1937 für „Spezialarbeiten“ (Servicio de Información Militar) aus der Truppe gezogen und konnte nach dem Sieg der von Hitler unterstützten Putschisten über Frankreich nach Norwegen fliehen.
In Schweden war Baier an Sabotageaktionen der Wollweber-Organisation gegen Kriegstransporte der Wehrmacht beteiligt, wurde deswegen 1941 verhaftet und zu mehreren Jahren Haft verurteilt. Freigelassen im August 1945 kehrte er im Oktober 1945 mit Unterstützung der KPD nach Pforzheim zurück. Hier wurde er Vorsitzender der Entnazifizierungskommission und half mit beim Aufbau freier Gewerkschaften und war der erste Vorsitzende der neugegründeten Industriegewerkschaft Metall. Sein Name steht unter dem ersten Tarifvertrag, der in Pforzheim 1945 abgeschlossen wurde. Im Auftrag der KPD baute er einen Kurierdienst, den Apparat „Philipp“, auf, der die Verbindung zur SED-Zentrale in Berlin hielt. Als Baiers größter Erfolg galt die Organisation des illegalen Grenzübertritts tausender Jugendlicher aus der Bundesrepublik Deutschland zum Besuch des Weltjugendfestivals 1951 in (Ost-)Berlin. 1952 siedelte er auf Anweisung der Partei mit Familie in die DDR über, besuchte die Parteihochschule der SED und wurde, als Nachfolger von Richard Stahlmann, mit der Leitung der Abteilung Verkehr des ZK der SED betraut. Damit war er für die illegale Grenzarbeit, das Kurierwesen und für den Transport des Geldes zur Unterhaltung der KPD durch die SED zuständig. Bei einer seiner zahlreichen illegalen Reisen durch das westliche Ausland erlitt er Anfang 1965 auf der Autobahn nicht weit von Nürnberg einen schweren Verkehrsunfall, bei dem sein Fahrer starb. Im Gefängniskrankenhaus der Haftanstalt München-Stadelheim war er mehrere Monate inhaftiert. Im Juni wurde der Haftbefehl ohne Anklageerhebung aufgehoben und Baier im Krankenwagen in die DDR transportiert. An seiner Stelle wurde Anfang 1966 Josef Steidl als Leiter der Abteilung Verkehr eingesetzt. Als Rentner erhielt Baier 1977 den Vaterländischen Verdienstorden der DDR und 1982 die Ehrenspange zum Vaterländischen Verdienstorden in Gold.

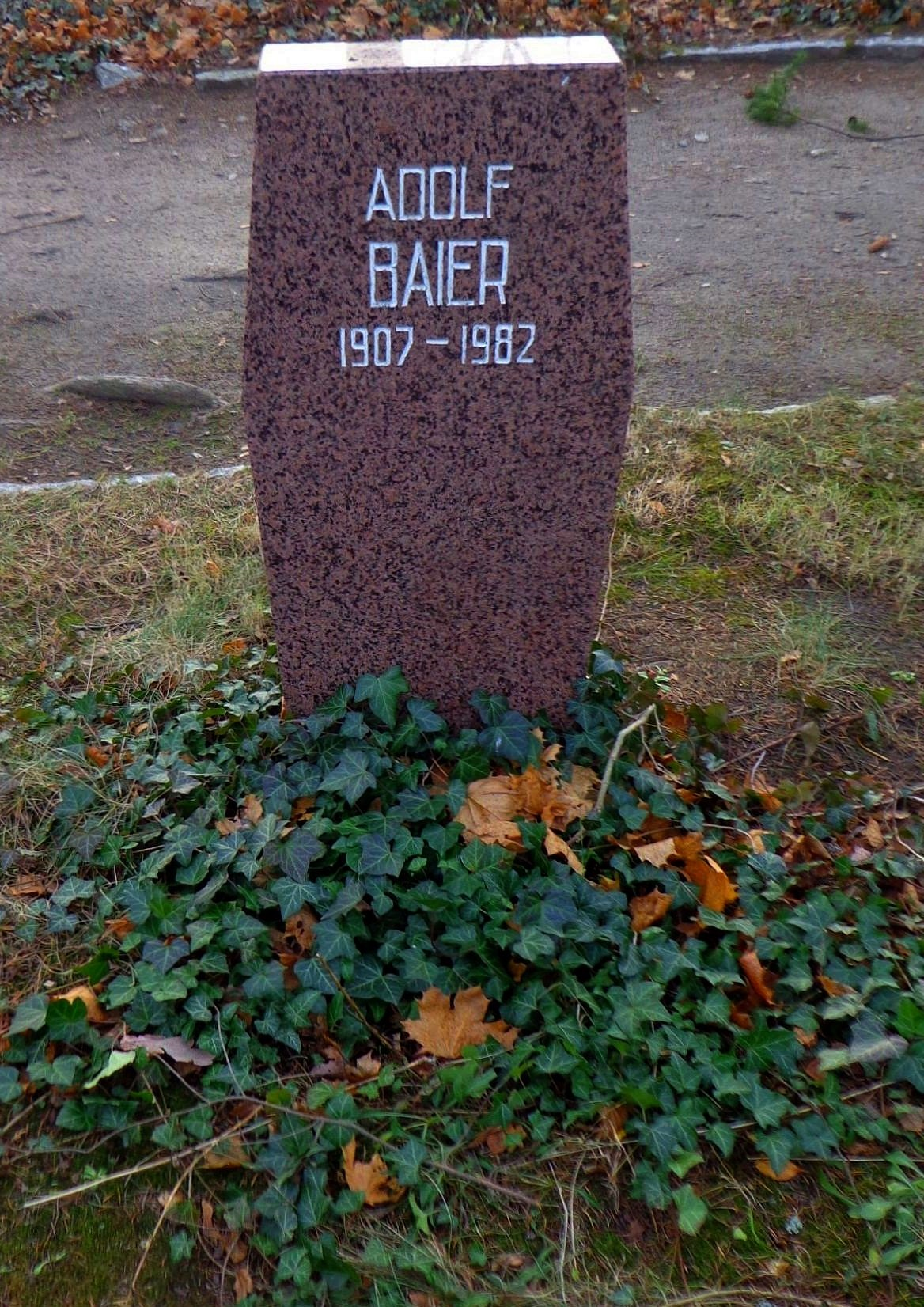
Grabstätte

Seine Urne wurde in der Grabanlage Pergolenweg der  Gedenkstätte der Sozialisten auf dem Berliner Zentralfriedhof Friedrichsfelde beigesetzt.